# Nathan Rosenberg
Nathan Rosenberg (Passaic, 22 de noviembre de 1927 – Palo Alto, California, 24 de agosto de 2015) fue un economista estadounidense especializado en la historia de la tecnología.

## Biografía
Rosenberg obtuvo su doctorado en la Universidad de Wisconsin en 1955 y enseñó en la Universidad de Indiana (1955-1957), la Universidad de Pensilvania (1957-1961), la Universidad Purdue (1961-1964), la Universidad de Harvard (1967-1969), la Universidad de Wisconsin (1969-1974) y la Universidad de Stanford (1974-), donde fue Profesor Emérito de Políticas Públicas Fairleigh S. Dickinson, Jr. en el Departamento de Economía. En 1989 fue profesor visitante Pitt Professor of American History and Institutions en la Universidad de Cambridge.
La contribución de Rosenberg a la comprensión del cambio tecnológico fue reconocida por Douglass C. North en su discurso de aceptación del Premio Nobel titulado "Economic Performance through Time". En 1996 fue galardonado con la Medalla Leonardo da Vinci, el premio más alto de la Sociedad para la Historia de la Tecnología.
En el libro How the West Grew Rich de 1986, Rosenberg y el coautor L.E. Birdzell, Jr. argumentaron que el éxito económico de Europa Occidental surgió de una relajación de los controles políticos y religiosos, y que la vida medieval occidental no estaba realmente organizada en castillos, catedrales y ciudades, sino más bien en áreas rurales, en chozas y en lugares con acceso confiable a alimentos. Es por eso que, según el libro, la mayor parte de la población estaba involucrada en la agricultura y sus ocupaciones relacionadas con el transporte de productos de un lugar a otro. La importancia de estas ideas ha sido más plenamente reconocida por la disciplina de la historia económica internacional. La hipótesis Rosenberg-Birdzell es que la innovación es producida por la competencia económica entre entidades políticamente independientes. Esta hipótesis es probada y apoyada por Joel Mokyr en su contribución al número especial de Research Policy, que se publicó en honor a Nathan Rosenberg en 1994.

## Publicaciones

### Libros
- Economic Planning in the British Building Industry, 1945–1949, 1960
- The American System of Manufactures: The Report of the Committee on the Machinery of the United States 1855, and the Special Reports of George Wallis and Joseph Whitworth, 1854, 1969
- The Economics of Technological Change: Selected Readings, 1971
- Technology and American Economic Growth, 1972
- Perspectives on Technology, 1976
- The Britannia Bridge: The Generation and Diffusion of Technological Knowledge (con Walter G. Vincenti), 1978
- Inside the Black Box: Technology and Economics, 1983
- International Technology Transfer: Concepts, Measures, and Comparisons (editor, con Claudio Frischtak), 1985
- The Positive Sum Strategy: Harnessing Technology for Economic Growth (editor, con Ralph Landau), 1986
- How The West Grew Rich: The Economic Transformation Of The Industrial World (con L. E. Birdzell), 1986
- Technology and the Pursuit of Economic Growth (con David C. Mowery), 1991
- Technology and the Wealth of Nations (editor, con Ralph Landau y David C. Mowery), 1992
- Exploring the Black Box: Technology, Economics, and History, 1994
- The Emergence of Economic Ideas: Essays in the History of Economics, 1994
- Paths of Innovation: Technological Change in 20th-Century America (con David C. Mowery), 1998
- Chemicals and Long-Term Economic Growth: Insights from the Chemical Industry (editor, con Ashish Arora y Ralph Landau), 2000
- Schumpeter and the Endogeneity of Technology: Some American Perspectives, 2000 (The Graz Schumpeter Lectures)